# Gherardo Marone
Gherardo Marone, nato Gerardo (Buenos Aires, 28 settembre 1891 – Napoli, 19 ottobre 1962) è stato un ispanista, critico letterario e avvocato italiano naturalizzato argentino.

## Biografia
Originario di Monte San Giacomo, in provincia di Salerno, era figlio di Benedetto e Concezione Cestaro. La famiglia Marone, emigrata in Argentina nel 1890, si trasferì a Napoli dal 1904, dove Gherardo poté effettuare gli studi, laureandosi in giurisprudenza nel 1916 e filosofia nel 1924.
Già a 18 anni Marone pubblicò un volume su Carducci (Discorso pel secondo anniversario della morte di G. Carducci, 1909) e un volume critico su Shakespeare. Grazie alla conoscenza dello spagnolo come madrelingua, iniziò la sua attività di traduzione, come La vida es sueño di Calderón de la Barca (1920), nella cui introduzione scrive che: «[la] traduzione non è rispondenza di vocaboli o di frasi, [ma] è vita e creazione, e perciò gioiosa libertà ed armonia».
Nel 1915 fondò la rivista letteraria La Diana, che verrà pubblicata fino al marzo del 1917. Con l'intento di promuovere un rinnovamento culturale del Mezzogiorno attraverso l’apertura alle nuove tendenze letterarie, la rivista si distinse per la vicinanza al futurismo: oltre a collaborazioni con Marinetti tuttavia, anche altri intellettuali dell'epoca ne firmarono diversi articoli, come Annunzio Cervi, Saba, Ungaretti e altri. Marone diede vita anche alla casa editrice Libreria della Diana. Fu amico di Benedetto Croce, con cui intratteneva scambi epistolari. Collaborò alla rivista Il Saggiatore.
Fu contrario al regime fascista, di cui divenne fervido oppositore, firmando il Manifesto degli intellettuali antifascisti promosso da Croce. Grazie alla sua veste di avvocato, si fece difensore di molti intellettuali perseguitati dal fascismo, tra cui Giovanni Amendola, con cui strinse una forte amicizia.
Dopo un'intensa attività come docente di letteratura e filosofia presso vari istituti scolastici e anche all'Università di Bologna, si ritirò a Napoli dove morì nel 1962.
La Biblioteca Nazionale di Napoli custodisce l'archivio dei suoi documenti, tra cui una raccolta di lettere indirizzategli dagli esponenti del futurismo e il progetto editoriale della sua rivista e della sua casa editrice.

## Opere parziali
- Il sentimento della natura nella poesia argentina (Buenos Aires, 1939)
- Raffaello e Michelangelo (1941)
- Umanesimo e Rinascimento. Letture (1942)
- La pedagogia e la riforma di Giovanni Gentile (Salerno, 1942)
- Pintores italianos del Renascimiento (Buenos Aires, 1943);
- Trieste, piedra de toque de la moralidad internacional (Buenos Aires, 1946)
- Ensayo sobre el pensamiento de Benedetto Croce (1946)
- Trovadores y juglares. Antología de textos medievales con traducción comentarios y glosario (1948)
- Vittorio Alfieri: poeta de la virtud heroica (1951)
- Unidad de la literatura italiana (1952)
- Parnaso italiano. Antología de la literatura italiana desde los origenes hasta nuestros días (1952)
- Dignidad de la critica. La critica literaria italiana desde Vico hasta nuestros días (1744-1960) (1960).
- N. Cócaro (a cura di), Gherardo Marone, Las dos Españas y otros ensayos (Buenos Aires, 1972)
- N. Cócaro (a cura di), Gherardo Marone, Viaje al espíritu italiano (Buenos Aires, 1973).